# Hans Joas
Hans Joas, född 27 november 1948 i München, är en tysk sociolog och socialteoretiker. Han är professor i religionssociologi vid Humboldt-Universität zu Berlin.

## Biografi
Hans Joas föddes i München år 1948. År 1979 avlade han doktorsexamen vid Freie Universität Berlin. Åren 1987–1990 var han professor i sociologi vid Friedrich-Alexander-Universität Erlangen-Nürnberg och 1990–2002 i samma ämne vid Freie Universität Berlin. I sin forskning fokuserar Joas på socialfilosofi och social teori, i synnerhet på amerikansk pragmatism och historism.